# Pesca proibita
Pesca proibita (Hooked Bear) è un film del 1956 diretto da Jack Hannah. È un cortometraggio animato della serie Special Cartoon, prodotto dalla Walt Disney Productions, uscito negli Stati Uniti il 27 aprile 1956 e distribuito dalla RKO Radio Pictures. Dal 1991 viene distribuito col titolo L'orso pescatore.

## Trama
L'Orso Onofrio cerca di pescare dei pesci da un laghetto, ma fallisce ripetutamente, anche a causa del ranger Ocarina. Infine il ranger riceve dal suo capo l'annuncio che la stagione della pesca è finita e inizia quella della caccia: l'orso si trova così costretto a fuggire dagli spari dei cacciatori.

## Distribuzione

### Edizione italiana
Il corto fu distribuito in Italia l'11 aprile 1963 nel programma Avventure di caccia del prof. De Paperis; il doppiaggio fu eseguito dalla C.D.C. e curato da Roberto De Leonardis. Nel 1988 il corto fu ridoppiato nuovamente dalla C.D.C. per l'inserimento nella VHS Paperino, Pippo, Pluto e.... Nel 1991, per l'inclusione nella videocassetta Paperino superstar, fu eseguito un secondo ridoppiaggio ad opera del Gruppo Trenta. Tale doppiaggio fu poi utilizzato per le trasmissione televisive e nelle varie successive occasioni.

### Cinema
- Avventure di caccia del prof. De Paperis (11 aprile 1963)[4][5][6][7]

### Edizioni home video

#### VHS
- Le avventure di caccia del prof. De Paperis (dicembre 1985)[6]
- Paperino, Pippo, Pluto e... (maggio 1988)[2]
- Paperino superstar (febbraio 1991)[3]